# حارس مرمى (كرة القدم)

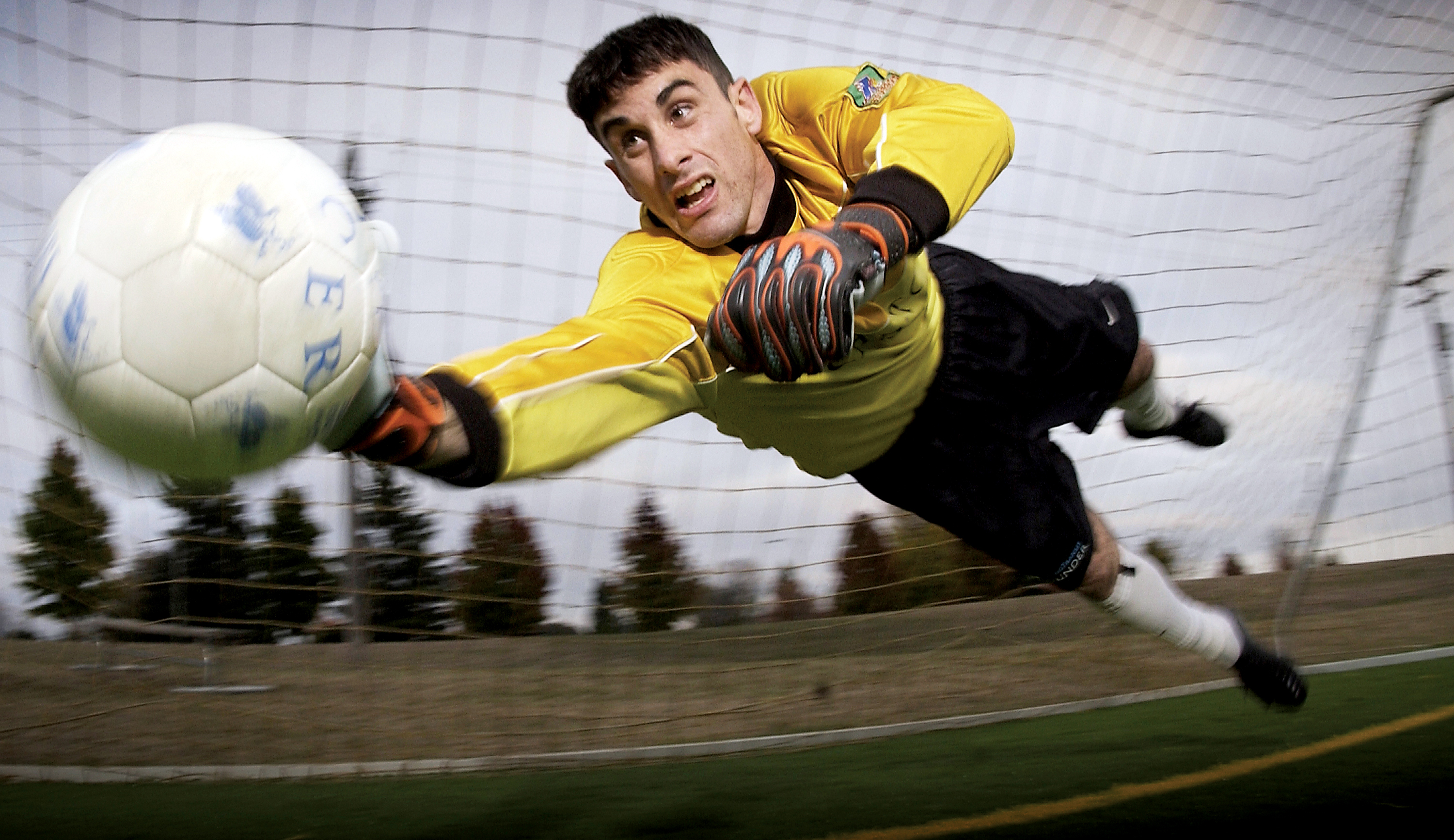
حارس مرمى يقوم بصد الكرة.

في كرة القدم، حارس المرمى هو اللاعب الذي يحرس مرمى فريقه، وهو اللاعب الوحيد الذي يسمح له لمس الكرة بيده في كرة القدم على شرط أن تكون الكرة داخل منطقة الجزاء ولم يتم إرجاعها له من أحد لاعبي فريقه بالقدم، وعلى كل الفرق أن تلعب بحارس مرمى في جميع أوقات المباراة، وحتى إذا أصيب الحارس أو طرد يجب على الفريق إدخال حارس مرمى، وإذا كان الفريق قد استنفد تغييراته يجب على أحد اللاعبين أن يلعب كحارس مرمى.
ويأخذ حارس المرمى الرقم 1 أو 22 أو 13 أو 30 في أغلب الأحيان، وكاستثناء، فإن حارس منتخب الأرجنتين لكرة القدم أوبالدو فيلول في كأس العالم لكرة القدم 1978 أخذ رقم 5، وفي كأس العالم لكرة القدم 1982 أخذ رقم 7.

## تاريخ
لقد شهدت كرة القدم العديد من التغييرات في التكتيكات والخطط وإنشاء مراكز جديدة للاعبين وإلغاء مراكز أخرى، ولكن ظل مركز حارس المرمى هو المركز الوحيد الذي كان بعيدا عن التغييرات، وحتى في الأيام الأولى لتنظيم كرة القدم، عندما كان لا يوجد حد معين لعدد المهاجمين وعدد المدافعين في الفرق، كان هنالك لاعب يلعب في مركز حارس المرمى. وبشكل عام يلعب حارس المرمى بين قائمي المرمى، وقد كانت قوانين اللعبة تقول أن حارس المرمى له الحق في مسك الكرة في أي مكان من منتصف ملعبه، ولكن في عام 1912 تم تغيير القانون إلى أن حارس المرمى لا يستطيع أن يمسك الكرة إلا داخل منطقة الجزاء.
وفي منتصف القرن العشرين، قام عدد من حراس المرمى مثل أماديو كاريزو بتغيير أسلوب اللعب، حيث كان أول حارس مرمى يرتدي قفاز، وكان أول حارس مرمى يترك منطقة الجزاء للدفاع عن المرمى، وكان هو أول حارس مرمى يقوم باستعمال ضربة المرمى كخطة لبدأ الهجمة المرتدة. وفي التسعينات من القرن العشرين، قام الفيفا بتغيير عدد من القوانين التي أثرت في حارس المرمى، فلا يستطيع حارس المرمى أن يمسك الكرة إذا أرجعها إليه أحد لاعبي فريقه بقدمة بطريقة متعمدة، ولكن يستطيع أن يمسكها إذا أرجعها برأسه أو بصدره أو بكتفه.

## طريقة اللعب
إن مركز حارس المرمى يعد من أكثر المراكز خصوصية، حيث يستطيع حارس المرمى أن يلمس الكرة بأي جزء من جسمه شريطة أن يكون داخل منطقة الجزاء.
- يستطيع حارس المرمى أن يستخدم يده في لمس الكرة داخل منطقة الجزاء.
- عندما يترك الحارس الكرة، فإنه لا يستطيع أن يمسكها مرة أخرى إلا إذا لمسها لاعب آخر.
- لا يجوز للحارس مسك الكرة إذا أعطاه زميل له الكرة عمدا بالقدم حصرا قبل أن يلمسها بقدمه وعند مسك الحارس للكرة من تمريرة بالقدم تحسب عليه لمسة يد وضربة حرة غير مباشرة ولا تحسب ضربة جزاء.

وبالرغم من أن حراس المرمى لديهم قوانين خاصة، إلا أن القوانين العادية تطبق عليهم مثل أي لاعب بالملعب. ولا يجبر حارس المرمى على البقاء في منطقة الجزاء، وهم يستطيعون أن يهجموا إلى أي مكان في الملعب، ويستطيعون تسجيل الأهداف، وعادة ما يتقدم حراس المرمى في الدقائق الأخيرة من المباراة إذا كان فريقهم خاسر في المباراة أو يحتاج إلى الفوز، ويتقدم الحارس ليزيد من عدد اللاعبين المهاجمين، وهناك العديد من حراس المرمى الذين سجلوا أهداف من ركلات حرة وضربات جزاء، وعلى سبيل المثال خوسيه لويس تشيلافيرت وروجيريو سيني والحارس الجزائري محمد الأمين زماموش الذين سجلوا ثلاثية في مباراة بالرغم من كونهم حراس مرمى، ويعتبر روجيريو سيني أكثر حارس مرمى مسجل للأهداف، فقد سجل أكثـر من 100 هدف (28-3-2011)، و الحارس السعودي عبدالله المعيوف الذي تصدى لركلة جزاء مع ناديه الهلال وسجّل في أخرى في مباراة واحدة وفي الوقت المحتسب بدل الضائع.

## الزي
يجب على حراس المرمى أن يرتدوا زي يخالف زي فريقهم، فيجب أن يكون زيهم مميز عن زي المدافعين، وقد لقب العديد من الحراس بسبب طريقة لبسهم، فقد سمي ليف ياشين بـ العنكبوت الأسود لأنه كان يظهر بالأسود كاملا، وجورج كامبوس الذي كان معروف بلبسه الملون. معظم حراس المرمى يرتدون قفازات لتحسين قدرتهم على التصدي للكرات، ولحماية أنفسهم من الإصابات، ويوجد الآن قفازات تساعد على الحماية من الإصابات مثل التواء الأصابع.

## الجوائز
- جائزة أفضل حارس من الاتحاد الدولي لتاريخ وإحصاءات كرة القدم
- جائزة حارس القرن
- جائزة القفاز الذهبي لكأس العالم الفيفا